# Mistrzostwa Czterech Narodów w Łyżwiarstwie Figurowym 2017
Mistrzostwa Czterech Narodów w Łyżwiarstwie Figurowym 2017 – zawody łyżwiarstwa figurowego dla reprezentantów państw Grupy Wyszehradzkiej (Czechy, Polska, Słowacja, Węgry). Zawody rozgrywano od 15 do 17 grudnia 2016 roku w Katowicach.
Kolejność miejsc zajmowanych przez reprezentantów danego kraju w każdej z konkurencji determinowała wyniki końcowe ich mistrzostw krajowych (2017) w kategorii seniorów.
Wśród solistów triumfował Czech Jiří Bělohradský, zaś wśród solistek Węgierka Ivett Tóth. W konkurencji par tanecznych zwyciężyli reprezentanci Polski Natalia Kaliszek i Maksym Spodyriew. Konkurencja par sportowych nie została rozegrana.

## Wyniki

### Soliści
| Poz. | Zawodnik           | Nota łączna | SP | SP    | FS  | FS     |
| ---- | ------------------ | ----------- | -- | ----- | --- | ------ |
| 1    | Jiří Bělohradský   | 182,79      | 5  | 58,10 | 1   | 124,69 |
| 2    | Krzysztof Gała     | 180,97      | 2  | 66,91 | 4   | 114,06 |
| 3    | Igor Rezniczenko   | 180,54      | 3  | 61,92 | 2   | 118,62 |
| 4    | Matyáš Bělohradský | 171,95      | 8  | 55,82 | 3   | 116,13 |
| 5    | Tomáš Kupka        | 162,66      | 9  | 54,89 | 5   | 107,77 |
| 6    | Jan Kurník         | 158,33      | 4  | 58,34 | 6   | 99,99  |
| 7    | Ryszard Gurtler    | 149,85      | 12 | 50,22 | 7   | 99,63  |
| 8    | Alexander Borovoj  | 144,56      | 10 | 51,05 | 9   | 93,51  |
| 9    | Jakub Kršňák       | 142,67      | 11 | 50,53 | 10  | 92,14  |
| 10   | Patrick Myzyk      | 142,67      | 6  | 58,05 | 12  | 84,62  |
| 11   | Łukasz Kędzierski  | 142,63      | 13 | 46,64 | 8   | 95,99  |
| 12   | Michael Neuman     | 134,09      | 14 | 46,21 | 11  | 87,88  |
| 13   | Eryk Matysiak      | 122,67      | 17 | 43,29 | 13  | 79,38  |
| 14   | András Csernoch    | 119,97      | 15 | 45,88 | 15  | 74,09  |
| 15   | Kamil Peteja       | 115,49      | 19 | 38,48 | 14  | 77,01  |
| 16   | Michał Woźniak     | 115,07      | 16 | 44,69 | 16  | 70,38  |
| 17   | Marco Klepoch      | 109,60      | 18 | 39,45 | 17  | 70,15  |
| 18   | Andrzej Siciński   | 105,41      | 20 | 37,10 | 18  | 68,31  |
| WD   | Michal Březina     | DNF         | 1  | 73,61 | DNF | DNF    |
| WD   | Petr Kotlařík      | DNF         | 7  | 56,00 | DNF | DNF    |

### Solistki
| Poz. | Zawodniczka               | Nota łączna | SP | SP    | FS  | FS     |
| ---- | ------------------------- | ----------- | -- | ----- | --- | ------ |
| 1    | Ivett Tóth                | 175,70      | 1  | 61,36 | 1   | 114,34 |
| 2    | Nicole Rajičová           | 146,62      | 3  | 52,80 | 2   | 93,82  |
| 3    | Michaela Lucie Hanzlíková | 146,46      | 2  | 53,19 | 3   | 93,27  |
| 4    | Eliška Březinová          | 139,12      | 4  | 50,91 | 4   | 88,21  |
| 5    | Julia Batori              | 116,20      | 5  | 42,93 | 7   | 75,59  |
| 6    | Bronislava Dobiášová      | 115,39      | 6  | 39,80 | 6   | 73,27  |
| 7    | Natálie Kratěnová         | 115,31      | 8  | 37,78 | 5   | 77,53  |
| 8    | Elżbieta Gabryszak        | 107,90      | 7  | 37,79 | 9   | 70,11  |
| 9    | Agnieszka Rejment         | 103,65      | 12 | 33,10 | 8   | 70,55  |
| 10   | Aneta Janiczková          | 102,82      | 11 | 35,56 | 11  | 67,26  |
| 11   | Alexandra Hagarová        | 100,98      | 13 | 31,63 | 10  | 69,35  |
| 12   | Coco Colette Kaminski     | 100,09      | 9  | 36,85 | 12  | 63,24  |
| 13   | Nina Letenayová           | 91,24       | 16 | 29,38 | 13  | 61,86  |
| 14   | Eszter Szombathelyi       | 87,36       | 14 | 30,68 | 14  | 56,68  |
| 15   | Oliwia Rzepiel            | 85,13       | 15 | 29,94 | 16  | 55,19  |
| 16   | Miroslava Hriňáková       | 81,70       | 17 | 26,45 | 15  | 55,25  |
| 17   | Lívia Lörinčíková         | 76,47       | 18 | 24,00 | 17  | 52,47  |
| WD   | Jelizawieta Ukołowa       | DNF         | 10 | 36,58 | DNF | DNF    |

### Pary taneczne
| Poz. | Zawodnicy                           | Nota łączna | SD | SD    | FD  | FD    |
| ---- | ----------------------------------- | ----------- | -- | ----- | --- | ----- |
| 1    | Natalia Kaliszek / Maksym Spodyriew | 154,24      | 1  | 60,55 | 1   | 93,69 |
| 2    | Lucie Myslivečková / Lukáš Csölley  | 149,28      | 2  | 59,65 | 2   | 89,63 |
| 3    | Cortney Mansour / Michal Češka      | 141,95      | 3  | 52,62 | 3   | 89,33 |
| 4    | Nicole Kuzmich / Alexandr Sinicyn   | 132,15      | 4  | 49,13 | 4   | 83,02 |
| WD   | Justyna Plutowska / Jérémie Flemin  | DNF         | 5  | 48,30 | DNF | DNF   |

## Medaliści mistrzostw krajowych
| Państwo  | Konkurencja   | Złoto                               | Srebro                            | Brąz                  |
| -------- | ------------- | ----------------------------------- | --------------------------------- | --------------------- |
| Czechy   | Soliści       | Jiří Bělohradský                    | Matyáš Bělohradský                | Tomáš Kupka           |
| Czechy   | Solistki      | Michaela Lucie Hanzlíková           | Eliška Březinová                  | Natálie Kratěnová     |
| Czechy   | Pary taneczne | Cortney Mansour / Michal Češka      | Nicole Kuzmich / Alexandr Sinicyn | DNS                   |
| Polska   | Soliści       | Krzysztof Gała                      | Igor Rezniczenko                  | Ryszard Gurtler       |
| Polska   | Solistki      | Elżbieta Gabryszak                  | Agnieszka Rejment                 | Coco Colette Kaminski |
| Polska   | Pary taneczne | Natalia Kaliszek / Maksym Spodyriew | DNF                               | DNS                   |
| Słowacja | Soliści       | Jakub Kršňák                        | Michael Neuman                    | Marco Klepoch         |
| Słowacja | Solistki      | Nicole Rajičová                     | Bronislava Dobiášová              | Alexandra Hagarová    |
| Słowacja | Pary taneczne | Lucie Myslivečková / Lukáš Csölley  | DNS                               | DNS                   |
| Węgry    | Soliści       | Alexander Borovoj                   | András Csernoch                   | DNS                   |
| Węgry    | Solistki      | Ivett Tóth                          | Julia Batori                      | Eszter Szombathelyi   |
| Węgry    | Pary taneczne | DNS                                 | DNS                               | DNS                   |